# Плосківська сільська рада (Дубенський район)
Пло́сківська сільська́ ра́да — колишній орган місцевого самоврядування в Дубенському районі Рівненської області. Адміністративний центр — село Плоска.

## Загальні відомості
- Плосківська сільська рада утворена в 1940 році.
- Територія ради: 62,475 км²
- Населення ради: 1968 осіб (станом на 2015 рік)
- Територією ради протікає річка Іква.

## Населені пункти
Сільській раді підпорядковані населені пункти:
- с. Плоска
- с. Бірки
- с. Дитиничі
- с. Клюки
- с. Переросля
- с. Судобичі

## Склад ради
Рада складається з 14 депутатів та голови.
- Голова ради: Кочубей Борис Олегович
- Секретар ради: Смалюх Тарас Вікторович

### Керівний склад попередніх скликань
| Прізвище, ім'я, по батькові | Основні відомості                                                                                  | Дата обрання | Дата звільнення |
| --------------------------- | -------------------------------------------------------------------------------------------------- | ------------ | --------------- |
| Письмак Павло Лук'янович    | Сільський голова, 1948 року народження, безпартійний                                               | 26.03.2006   | 01.07.2008      |
| Женевський Сергій Юрійович  | Сільський голова, 1984 року народження, освіта вища, член Всеукраїнського об'єднання «Батьківщина» | 03.05.2009   | 31.10.2010      |
| Женевський Сергій Юрійович  | Сільський голова, 1984 року народження, освіта вища, член Всеукраїнського об'єднання «Батьківщина» | 31.10.2010   | 06.08.2014      |
| Кочубей Борис Олегович      | Сільський голова, безпартійний                                                                     | 25.10.2015   |                 |

Примітка: таблиця складена за даними сайту Верховної Ради України
Населення 1896